# Дорожная (Ярославская область)
Дорожная — деревня в Покровской сельской администрации Покровского сельского поселения Рыбинского района Ярославской области.

## География
Деревня расположена на правом высоком берегу реки Коровки, протекающей с юга на север, непосредственно на автомобильной дороге Р104 на участке Рыбинск-Углич. Соседние по дороге населённые пункты: в сторону Рыбинска — село Покров, в сторону Углича Воробьёвка. Администрация Покровского сельского поселения находится в поселке Искра Октября, который расположен по дороге за селом Покров, ближе к Рыбинску. Дорога, огибая излучину реки, делает в центре дороги крутой поворот. Дома расположены в основном по обе стороны автомобильной дороги. Застройка традиционная, почти все дома рубленные избы, фасадами на улицу.

## История
В 1965 г. Указом Президиума ВС РСФСР деревня Чертищево переименована в Дорожная.

## Население
| 2007 | 2010 |
| ---- | ---- |
| 30   | ↘28  |